# Parabathymyrus
Parabathymyrus és un gènere de peixos pertanyent a la família dels còngrids.

## Taxonomia
- Parabathymyrus brachyrhynchus (Fowler, 1934)[4]
- Parabathymyrus fijiensis (Karmóvskaia, 2004)[5]
- Parabathymyrus karrerae (Karmóvskaia, 1991)[6]
- Parabathymyrus macrophthalmus (Kamohara, 1938)[7]
- Parabathymyrus oregoni (Smith & Kanazawa, 1977)[8][9][10][11][12][13]